# Tony Asumaa
Tony Mikael Asumaa (Vaasa, 15 september 1968) is een voetbalscheidsrechter uit Finland. Hij fluit sinds 2003 op het hoogste niveau in Europa. Asumaa was zelf actief als voetbaldoelman. Van 1988 tot 1993 speelde hij in de op twee na hoogste voetbalcompetitie (niveau 3) in Finland, de Kakkonen. 

## Interlands
| Datum      | Wedstrijd              | Uitslag | Competitie        | Kreeg geel | Kreeg voor de tweede keer geel en dus rood | Weggestuurd |
| ---------- | ---------------------- | ------- | ----------------- | ---------- | ------------------------------------------ | ----------- |
| 17-11-2004 | Malta – Hongarije      | 0 – 2   | WK-kwalificatie   | 2          | 0                                          | 0           |
| 28-02-2006 | Cyprus – Slovenië      | 0 – 1   | Vriendschappelijk | 8          | 0                                          | 0           |
| 16-08-2006 | Denemarken – Polen     | 2 – 0   | Vriendschappelijk | 0          | 0                                          | 0           |
| 02-09-2006 | Wit-Rusland – Albanië  | 2 – 2   | EK-kwalificatie   | 3          | 0                                          | 0           |
| 02-06-2007 | Duitsland – San Marino | 6 – 0   | EK-kwalificatie   | 0          | 1                                          | 0           |
| 22-08-2007 | IJsland – Canada       | 1 – 1   | Vriendschappelijk | 3          | 0                                          | 0           |
| 17-11-2007 | Tsjechië – Slowakije   | 3 – 1   | EK-kwalificatie   | 3          | 0                                          | 0           |
| 06-02-2008 | Spanje – Frankrijk     | 1 – 0   | Vriendschappelijk | 3          | 0                                          | 0           |
| 10-09-2008 | Spanje – Armenië       | 4 – 0   | WK-kwalificatie   | 3          | 0                                          | 0           |
| 05-09-2009 | Bulgarije – Montenegro | 4 – 1   | WK-kwalificatie   | 8          | 0                                          | 0           |
| 11-08-2010 | Polen – Kameroen       | 0 – 3   | Vriendschappelijk | 2          | 0                                          | 0           |
| 07-09-2010 | Malta – Letland        | 0 – 2   | EK-kwalificatie   | 5          | 0                                          | 0           |